# Live in London
Live in London je live album kanadskog pjevača Leonarda Cohena koji je 2009. objavila diskografska kuća Columbia Records. To je njegov 18. album i prvi live album poslije albuma Field Commander Cohen: Tour of 1979. Ovo je prvi put da Cohen objavljuje jedan cijeli koncertno nastup u obliku albuma. Album je snimljen 17. srpnja 2008. u O2-areni u Londonu.

## Popis pjesama

### Cd1
| Br. | Skladba                                                               | Trajanje |
| --- | --------------------------------------------------------------------- | -------- |
| 1.  | »Dance Me to the End of Love« (s albuma Various Positions)            | 6:20     |
| 2.  | »The Future« (s albuma The Future)                                    | 7:20     |
| 3.  | »Ain't No Cure for Love« (s albuma The Future)                        | 6:16     |
| 4.  | »Bird on the Wire« (s albuma Songs from a Room)                       | 6:14     |
| 5.  | »Everybody Knows« (s albuma I'm Your Man)                             | 5:52     |
| 6.  | »In My Secret Life« (s albuma Ten New Songs)                          | 5:02     |
| 7.  | »Who by Fire« (s albuma New Skin for the Old Ceremony)                | 6:35     |
| 8.  | »Hey, That's No Way to Say Goodbye« (s albuma Songs of Leonard Cohen) | 3:47     |
| 9.  | »Anthem« (s albuma The Future)                                        | 7:20     |
| 10. | »Introduction«                                                        | 1:29     |
| 11. | »Tower of Song« (s albuma I'm Your Man)                               | 7:07     |
| 12. | »Suzanne« (s albuma Songs of Leonard Cohen)                           | 3:46     |
| 13. | »The Gypsy's Wife« (s albuma Recent Songs)                            | 6:42     |

### CD2
| Br. | Skladba                                                                      | Trajanje |
| --- | ---------------------------------------------------------------------------- | -------- |
| 1.  | »Boogie Street« (zajedno sa Sharon Robinson, s albuma Ten New Songs)         | 6:57     |
| 2.  | »Hallelujah« (s albuma Various Positions)                                    | 7:20     |
| 3.  | »Democracy« (s albuma The Future)                                            | 7:08     |
| 4.  | »I'm Your Man« (s albuma I'm Your Man)                                       | 5:41     |
| 5.  | »Recitation«                                                                 | 3:53     |
| 6.  | »Take This Waltz« (s albuma I'm Your Man)                                    | 8:37     |
| 7.  | »So Long, Marianne« (s albuma Songs of Leonard Cohen])                       | 5:24     |
| 8.  | »First We Take Manhattan« (s albuma I'm Your Man)                            | 6:15     |
| 9.  | »Sisters of Mercy« (Songs of Leonard Cohen)                                  | 4:56     |
| 10. | »If It Be Your Will« (zajedno s The Webb Sisters s albuma Various Positions) | 5:22     |
| 11. | »Closing Time« (s albuma The Future)                                         | 6:15     |
| 12. | »I Tried to Leave You« (s albuma New Skin for the Old Ceremony)              | 8:33     |
| 13. | »Whither Thou Goest«                                                         | 1:27     |